# Europese PGA Tour 1994
De Europese PGA Tour 1994 was het drieëntwintigste seizoen van de Europese PGA Tour en bestond uit 38 toernooien.
Dit seizoen stond er twee nieuwe toernooien op de kalender: het Extremadura Open en het Chemapol Trophy Czech Open. Het Kronenbourg Open en het Madrid Open verdwenen van de kalender.

## Kalender
De drie Amerikaanse majors staan wel op de Europese agenda, het prijzengeld telt niet mee voor de Europese Order of Merit maar wel voor de wereldranglijst.
| Data  | Data  | Toernooi                             | Baan                                      | Land             | Winnaar              | Score | Score | Info                 |
| ----- | ----- | ------------------------------------ | ----------------------------------------- | ---------------- | -------------------- | ----- | ----- | -------------------- |
| 13-01 | 16-01 | Madeira Island Open                  | Porto Santo Golfe                         | Portugal         | Mats Lanner          | 206   | -10   | 3 ronden             |
| 20-01 | 23-01 | Moroccan Open                        | Royal Golf Club Agadir                    | Marokko          | Anders Forsbrand     | 276   | -12   |                      |
| 27-01 | 30-01 | Dubai Desert Classic                 | Emirates Golf Club                        | V.A.E.           | Ernie Els            | 268   | -20   |                      |
| 03-02 | 06-02 | Johnnie Walker Asian Classic         | Blue Canyon Country Club                  | Thailand         | Greg Norman          | 277   | -11   |                      |
| 10-02 | 13-02 | Turespana Iberia-Open de Canarias    | Golf del Sur                              | Spanje           | David Gilford        | 278   | -10   |                      |
| 17-02 | 20-02 | Extremadura Open                     | Golf del Guadiana                         | Spanje           | Paul Eales           | 281   | -7    | Nieuw toernooi       |
| 24-02 | 27-02 | Turespaña Masters Open de Andalucia  | Montecastillo Barceló Golf Club           | Spanje           | Carl Mason           | 278   | -10   |                      |
| 03-03 | 06-03 | Open Mediterrania                    | Golf Club Villamartín                     | Spanje           | José María Olazábal  | 276   | -12   |                      |
| 10-03 | 14-03 | Turespaña Open de Baleares           | Arabella Golf Son Vida                    | Spanje           | Barry Lane           | 269   | -19   |                      |
| 17-03 | 20-03 | Portuguese Open                      | Penha Longa Golf Club                     | Portugal         | Phillip Price        | 278   | -6    |                      |
| 28-03 | 01-04 | Open de Lyon                         | Golf Club de Lyon                         | Frankrijk        | Stephen Ames         | 282   | -6    |                      |
| 07-04 | 10-04 | Masters Tournament                   | Augusta                                   | Verenigde Staten | José María Olazabal  |       |       |                      |
| 14-04 | 17-04 | Roma Masters                         | /                                         | Italië           | /                    | /     |       | Toernooi geannuleerd |
| 21-04 | 24-04 | Heineken Open                        | Golf Platja de Pals                       | Spanje           | José Cóceres         | 275   | -13   |                      |
| 28-04 | 01-05 | Air France Cannes Open               | Golf de Cannes-Mougins                    | Frankrijk        | Ian Woosnam          | 271   | -17   |                      |
| 05-05 | 08-05 | Benson & Hedges International Open   | St. Mellion International Resort          | Engeland         | Seve Ballesteros     | 271   | -17   |                      |
| 12-05 | 15-05 | Peugeot Spanish Open                 | Club de Campo Villa de Madrid             | Spanje           | Colin Montgomerie    | 277   | -11   |                      |
| 19-05 | 22-05 | Lancia Martini Italian Open          | Golf Club Marco Simone                    | Italië           | Eduardo Romero       | 272   | -16   |                      |
| 27-05 | 30-05 | Volvo PGA Championship               | The Wentworth Club                        | Engeland         | José María Olazábal  | 271   | -17   |                      |
| 02-06 | 05-06 | Alfred Dunhill Open                  | Royal Zoute Golf Club                     | België           | Nick Faldo           | 279   | -5    |                      |
| 09-06 | 12-06 | Honda Open                           | Gut Kaden Golf und Land Club              | Duitsland        | Robert Allenby       | 276   | -12   |                      |
| 16-06 | 19-06 | US Open                              | Oakmont Golf Club                         | Verenigde Staten | Ernie Els            |       |       |                      |
| 16-06 | 19-06 | Jersey European Airways Open         | La Moye Golf Club                         | Jersey           | Paul Curry           | 266   | -22   |                      |
| 23-06 | 26-06 | Peugeot Open de France               | Le Golf National                          | Frankrijk        | Mark Roe             | 274   | -14   |                      |
| 30-06 | 03-07 | Carroll's Irish Open                 | Mount Julliet Golf Club                   | Ierland          | Bernhard Langer      | 275   | -13   |                      |
| 08-07 | 11-07 | Bell's Scottish Open                 | Gleneagles King's Course                  | Schotland        | Carl Mason           | 265   | -15   |                      |
| 14-07 | 17-07 | The Open Championship                | Turnberry Golf Club                       | Schotland        | Nick Price           | 268   | -12   |                      |
| 21-07 | 24-07 | Heineken Dutch Open                  | Hilversumsche Golf Club                   | Nederland        | Miguel Ángel Jiménez | 270   | -18   |                      |
| 28-07 | 31-07 | Scandinavian Masters                 | Royal Drottningholms Golf Club            | Zweden           | Vijay Singh          | 268   | -20   |                      |
| 04-08 | 07-08 | BMW International Open               | St. Eurach Land- und Golf Club            | Duitsland        | Mark McNulty         | 274   | -14   |                      |
| 11-08 | 14-08 | USPGA Championship                   | Southern Hills Golf Club                  | Verenigde Staten | Nick Price           |       |       |                      |
| 11-08 | 14-08 | Hohe Brucke Open                     | Golfclub Herrensee                        | Oostenrijk       | Mark Davis           | 270   | -18   |                      |
| 18-08 | 21-08 | Murphy's English Open                | Marriott Forest of Arden G & CC           | Engeland         | Colin Montgomerie    | 274   | -14   |                      |
| 25-08 | 28-08 | Volvo German Open                    | Golf Club Hubbelrath                      | Duitsland        | Colin Montgomerie    | 269   | -19   |                      |
| 01-09 | 04-09 | Canon European Masters               | Golf Club Crans-sur-Sierre                | Zwitserland      | Eduardo Romero       | 266   | -22   |                      |
| 08-09 | 11-09 | GA European Open                     | East Sussex National Golf & Country Club  | Engeland         | David Gilford        | 275   | -13   |                      |
| 15-08 | 18-08 | Dunhill British Masters              | Woburn Golf Club                          | Engeland         | Ian Woosnam          | 271   | -18   |                      |
| 22-09 | 25-09 | Trophée Lancôme                      | Golf de Saint-Nom-la-Bretèche             | Frankrijk        | Vijay Singh          | 263   | -17   |                      |
| 30-09 | 03-10 | Mercedes German Masters              | Berliner Golf & Country Club Motzener See | Duitsland        | Seve Ballesteros     | 270   | -18   |                      |
| 13-10 | 16-10 | Toyota World Match Play Championship | The Wentworth Club                        | Engeland         | Ernie Els            | -     | -     |                      |
| 20-10 | 23-10 | Chemapol Trophy Czech Open           | Royal Golf Club Mariánské Lázně           | Tsjechië         | Per-Ulrik Johansson  | 273   | -11   | Nieuw toernooi       |
| 27-10 | 30-10 | Volvo Masters                        | Valderrama Golf Club                      | Spanje           | Bernhard Langer      | 276   | -8    |                      |

## Order of Merit
De Order of Merit wordt gebaseerd op basis van het verdiende geld.
| Rang | Speler               | Land        | Prijzengeld (€) |
| ---- | -------------------- | ----------- | --------------- |
| 1    | Colin Montgomerie    | Schotland   | 1.067.807       |
| 2    | Bernhard Langer      | Duitsland   | 889.677         |
| 3    | Seve Ballesteros     | Spanje      | 826.142         |
| 4    | José María Olazábal  | Spanje      | 722.551         |
| 5    | Miguel Ángel Jiménez | Spanje      | 612.365         |
| 6    | Vijay Singh          | Fiji        | 510.039         |
| 7    | David Gilford        | Engeland    | 457.281         |
| 8    | Nick Faldo           | Engeland    | 449.759         |
| 9    | Mark Roe             | Engeland    | 437.556         |
| 10   | Ernie Els            | Zuid-Afrika | 436.590         |